# Igreja Protestante de Kanaky Nova Caledônia
A Igreja Protestante de Kanaky Nova Caledônia (IPKNC) - em francês Église protestante de Kanaky Nouvelle-Calédonie -, até 2013 denominação Igreja Evangélica na Nova Caledônia e nas Ilhas Lealdade - em francês Eglise evangélique en Nouvelle Calédonie et aux Îles Loyauté - é uma denominação reformada, formada na Nova Caledônia, em 1958, a partir de missões da Sociedade Missionária de Londres e Sociedade Missionária Evangélica de Paris.
Cerca de 50% dos canacas são membros da denominação. Por isso, a IPKNC exerce grande influência política sobre a ilha. Desde 1979, a denominação demostra apoio à independência da Nova Caledônia, nos termos do Acordo de Numeá.

## História

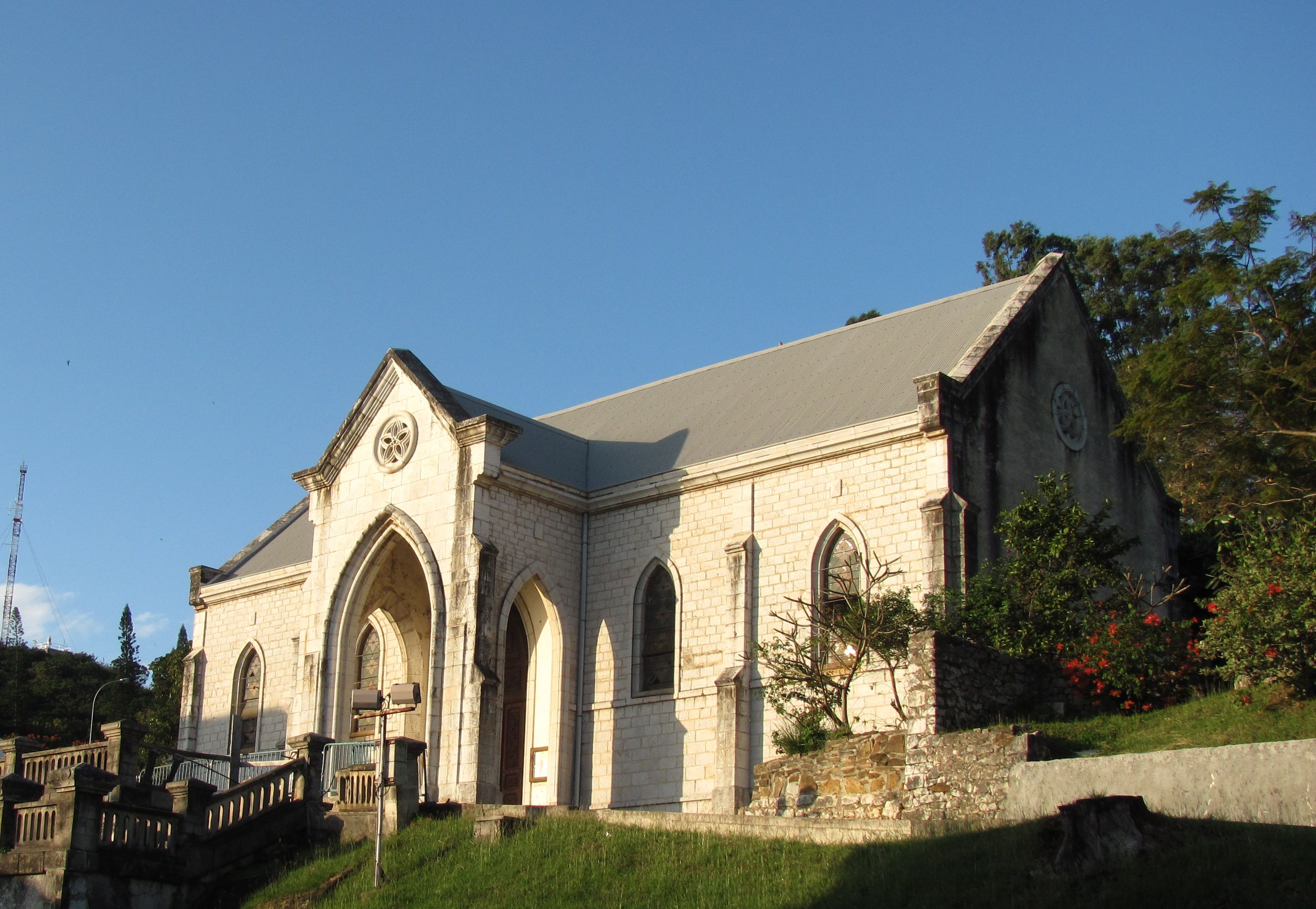
Igreja Protestante em Numeá, Nova Caledônia.

Em 1841, a Sociedade Missionária de Londres (SML) e a Sociedade Missionária Evangélica de Paris começaram a trabalhar na Nova Caledônia e nas Ilhas Lealdade. Em 1958, ocorreu uma divisão na entre as igrejas resultantes da fusão. Sendo assim, surgiram duas denominações. Uma delas foi a 'Igreja Evangélica na Nova Caledônia e nas Ilhas Lealdade, 
Em 1969, a denominação se tornou autônoma das sociedades missionárias europeias.
Desde a sua formação, os membros da denominação eram predominantemente da etnia kanak.
Desde 1979, a denominação apoia a independência da Nova Caledônia, nos termos do Acordo de Numeá.
Em 2013, a denominação mudou seu nome para Igreja Protestante de Kanaky Nova Caledônia.
Em 2024, pelo menos 50% dos canacas eram protestantes, em sua maioria membros da denominação.

## Doutrina
A IPKNC subscreve o Credo dos Apóstolos, Credo niceno-constantinopolitano, Catecismo de Heidelberg e a Segunda Confissão Helvética.

## Relações Intereclesiásticas
A denominação é parte do Conselho Mundial de Igrejase da Comunhão Mundial das Igrejas Reformadas.
Igualmente, tem relação próxima com a relações com a Igreja Protestante Maóhi, a Igreja Presbiteriana de Aotearoa Nova Zelândia e com a Igreja Presbiteriana de Vanuatu